# 大給恒
大給 恒（おぎゅう ゆずる）は、江戸時代後期の大名。旧名は松平 乗謨（まつだいら のりかた）。三河国奥殿藩8代藩主、のちに信濃国田野口藩（竜岡藩）主。真次流大給松平家11代。江戸幕府の老中格、老中、若年寄。明治維新後は伯爵となる。日本赤十字社の創設者の一人。

## 経歴
天保10年11月13日（1839年12月18日）、奥殿藩7代藩主・松平乗利の長男として誕生した。幼少時から聡明で知られ、西洋事情にも通じていたとされる。嘉永5年3月8日（1852年4月26日）、父の隠居により家督を継いだ。6月（7月）には竹橋御門番に任じられた。
嘉永6年（1853年）のペリー来航後、軍備の増強・革新の必要性を悟り、農民兵を徴募して歩人隊を編成した。11月（12月）に従五位下・兵部少輔に叙位・任官する。万延元年（1860年）には日光祭礼奉行を務めた。文久3年1月（1863年2月）に大番頭に任じられ、8月（9月）に若年寄に任じられた。9月11日（10月23日）、藩庁を手狭な奥殿から、飛び地ではあったが領地の多くが存在する信濃佐久郡の田野口（現在の長野県佐久市田口）に移転し、新たに星形要塞である龍岡城を建設した。
その後は幕政に参与したが、元治元年6月（1864年7月）に横浜鎖港問題などで政事総裁職の松平直克と対立して若年寄職を罷免された。慶応元年4月（1865年5月）、三河で信濃移転に対する反対運動が起こる。5月（6月）には陸軍奉行として幕政への復帰を果たした。その後、7月（8月）に若年寄次席、12月（1866年1月）には若年寄となり、慶応2年6月（1866年7月）には老中に栄進し、10月（11月）からは朝廷との交渉役を務めている。11月（12月）に正四位下に昇叙し、12月（1867年1月）には陸軍総裁に任じられた。この間、藩政ではフランス式の軍制を導入した農民兵を基礎とする非常先手組を編成する一方で、殖産興業や蚕種・生糸の増産など国力の増強にも努めている。
慶応3年10月（1867年11月）の大政奉還後に江戸で行われた評定において、乗謨は徳川慶喜に「諸大名を集めて広く意見を聞き、しかる後に上下院の議会を開いて政治を行うべし。そして王政執行の上は、幕府を含む諸大名の軍備を解体し、政府に編入して全国守備の兵とし、その費用は幕府以下諸大名が負担すべし。将軍家は上院議事の上位を占め、全国守備兵の総指揮官になり給うべきなり」と言上したが、幕閣内は薩長などの西南雄藩への強硬論が大勢を占め、乗謨の意見が聞き入られることはなかった。
慶応4年1月（1868年2月）、戊辰戦争を契機に陸軍総裁職を辞任し、2月（3月）には老中職も辞任した。そして幕府との訣別を表明するため、大給と改姓した上で信濃に帰国し、3月（4月）には上洛して新政府に帰順する意思を表明したが、新政府では乗謨が幕府の中心人物の一人であったことから謹慎を命じた。4月（5月）には新政府の命令に応じる形で北越戦争に出兵し、このため5月に謹慎処分を解かれた。5月28日（7月17日）に藩名を竜岡藩と改名する。のちに維新の戦功として賞典金2000両を下賜された。

### 明治維新後
明治2年6月（1869年7月）、版籍奉還により竜岡藩知事に任じられる。しかし、竜岡藩の財政破綻のため廃藩を申し出て、廃藩置県前の明治4年6月2日（1871年7月19日）、廃藩となり知藩事を免ぜられる。7月（8月）に名前を松平乗謨から大給恒に改名する。
明治6年（1873年）、メダイユ取調御用掛に任ぜられ、世界の勲章制度に関する調査を命ぜられる。明治8年（1875年）、元老院議官。明治9年（1876年）には、賞勲事務局（賞勲局）副長官に任じられた。明治11年（1878年）、議官兼賞勲局副総裁。
明治17年（1884年）の華族令では子爵に叙せられた。明治21年（1888年）、勲一等。明治23年（1890年）7月10日、貴族院子爵議員に選出され、明治30年（1897年）7月10日まで在任。明治28年（1895年）からは賞勲局総裁。明治37年（1904年）、従二位。明治40年（1907年）には賞勲制度の確立を賞されて伯爵に陞爵。明治42年（1909年）2月23日、枢密顧問官。
明治43年（1910年）1月6日に死去した。享年72。危篤の報が天聴に達すると正二位に叙され、勲一等旭日桐花大綬章を授与された。

## 人物
- 佐野常民と共に日本赤十字社の前身である博愛社の設立と育成に貢献した。佐野が「日赤の父」と呼ばれたのに対し、恒は「日赤の母」と呼ばれている。
- 人となりは厳毅方正、不与不奪の訓言を守り、賞勲の職を全うするために交際往復を避け、宮中三大節、観桜、観菊の宴から、日常の交際に至るまでいっさいこれを絶った。
- 詩に巧みで、亀崖と号した。

## 系譜
父母
- 松平乗利（父）
- 松平乗全の娘（母）

妻
- 石川充子 ー 石川総貨の娘

子女
- 大給左（長男）
- 芙蓉 ー 片桐貞央後妻

## 栄典
位階
- 1885年（明治18年）10月1日 - 正四位[6]
- 1886年（明治19年）10月20日 - 従三位[7]
- 1894年（明治27年）6月30日 - 正三位[8]
- 1904年（明治37年）11月21日 - 従二位 [9]
- 1910年（明治43年）1月6日 - 正二位[10]

勲章等
- 1889年（明治22年）
  - 11月25日 - 大日本帝国憲法発布記念章[11]
  - 12月27日 - 勲一等瑞宝章[12]
- 1896年（明治29年）6月30日 - 旭日大綬章[13]
- 1907年（明治40年）9月23日 - 伯爵[14]
- 1910年（明治43年）1月6日 - 旭日桐花大綬章[10]

## 備考
- 松平乗謨（大給恒）が奥殿から田野口に藩庁を移した縁で岡崎市と佐久市が[15]、恒が佐野常民と共に博愛社を組織した縁で佐久市と佐賀市が[16]、それぞれ自治体交流を行っている。